# Fingersoft
Fingersoft es una desarrolladora de videojuegos finlandesa con sede en Oulu. Fingersoft es uno de los estudios de juegos más septentrionales del mundo, ubicado a solo 170 km al sur del Círculo polar ártico. Es conocido por los juegos móviles Hill Climb Racing y Hill Climb Racing 2, que juntos tienen más de 2 mil millones de instalaciones.

## Historia
A fines de 2011, Toni Fingerroos tuvo que elegir entre buscar trabajo o establecer su propio negocio, ya que se habían gastado todos los fondos reservados para el desarrollo de un nuevo juego para Sony PlayStation. Hizo una apuesta consigo mismo y comenzó a desarrollar aplicaciones móviles para dispositivos Android. Trabajaba solo y publicaba nuevas aplicaciones cada dos días para ver si despegaban. Estableció Fingersoft en 2012 junto con su novia y Teemu Närhi, quien se convirtió en el director ejecutivo de la empresa. A Fingerroos se le ocurrió el nombre de la empresa a la edad de 10 años, cuando desarrolló su primer juego. El juego Rally 94 se podía jugar en la vieja computadora portátil de su abuela.  En febrero de 2012 publicó la aplicación Cartoon Camera, que permitía a los usuarios editar sus fotos para que parecieran bocetos o dibujos. La aplicación alcanzó rápidamente los 10 millones de descargas. Fingersoft también publicó otras aplicaciones de cámara que se descargaron decenas de millones de veces.
El juego Hill Climb Racing publicado en septiembre de 2012 nació para probar las físicas del motor Cocos2d Los gráficos del juego se realizaron en el círculo de conocidos de Fingerroos de forma independiente, pero él hizo la codificación por su cuenta. trabajando en ello 16 horas al día durante un par de meses. El nuevo juego de carreras ganó visibilidad de una manera asequible, cuando se anunció a los usuarios de las aplicaciones de cámara.  Un mes después de su lanzamiento en Android, también se publicó una versión del juego para iOS. El juego ganó visibilidad en las listas principales de los juegos más descargados en los mercados de teléfonos Android, como Google Play, que generó más descargas constantemente. En noviembre de 2012, la empresa contaba con 2 empleados y se estaba planificando la contratación de un tercer empleado. 
En 2013, Hill Climb Racing fue el décimo juego más descargado en los Estados Unidos y el séptimo juego más descargado en todo el mundo.  Fingersoft celebró el hito de los cien millones de descargas y el primer aniversario del juego publicando versiones localizadas del juego en España, Alemania, Rusia, Francia, Polonia y Japón. La facturación de la empresa durante el primer ejercicio económico de 14 meses superó los 15 millones de euros.
En 2014, la empresa contaba con 12 empleados. En sus inicios, la oficina de la empresa era una casa unifamiliar con jacuzzi y sala de billar. La empresa también comenzó a publicar juegos desarrollados por otras empresas, como el juego Fail Hard de Viima Games Oy, el juego móvil Pick A Pet de la empresa irlandesa SixMinute y el juego Benji Bananas de Tribeflame.
En septiembre de 2015, Fingersoft y la empresa constructora Rakennusteho Group compraron una manzana en el centro de Oulu, donde había funcionado anteriormente el Departamento de Arquitectura de la Universidad de Oulu.
En 2016, Fingersoft publicó el juego multijugador Hill Climb Racing 2. Fingersoft renovó las instalaciones del campus de juegos de Oulu con Rakennusteho. Fingersoft invirtió más de 4 millones de euros en las nuevas instalaciones. La facturación en 2016 fue de casi 16 millones de euros.
En 2017, Fingersoft se mudó al campus de juegos de Oulu, donde el Game Lab de la Universidad de Ciencias Aplicadas de Oulu actuó como inquilino y también organizó la enseñanza. El campus de juegos también distribuyó fondos a nuevas compañías de juegos. La facturación de Fingersoft estuvo cerca de los 30 millones de euros.
Para el año 2018, los juegos publicados por Fingersoft se habían descargado globalmente más de mil millones de veces en total. Para celebrar la marca de las mil millones de descargas se les otorgó a los empleados un pastel La empresa no publicó ningún juego nuevo, pero su facturación fue de 21 millones de euros.
Para el año 2018, los juegos publicados por Fingersoft se habían descargado globalmente más de mil millones de veces en total. La empresa no publicó ningún juego nuevo, pero su facturación fue de 21 millones de euros.
En 2019, Teemu Närhi renunció voluntariamente como CEO y se convirtió en programador en Fingersoft. Celine Pasula comenzó como directora ejecutiva a fines de 2019, pero pronto fue reemplazada por Jaakko Kylmäoja en febrero de 2021.
A principios de 2020, Fingersoft lanzó su juego en dispositivos Apple en China.

## Organización
La empresa matriz de Fingersoft es Finger Group. Las operaciones de Fingersoft están divididas, de modo que Fingersoft Oy es responsable del desarrollo operativo del juego y Hill Climb Racing Oy posee la propiedad intelectual del exitoso juego. En 2019, Fingersoft empleó a 55 personas.
Fingersoft opera en el centro de Oulu en un campus, donde también ha reunido a otros estudios de juegos locales. Toni Fingerroos es miembro de la Junta Directiva de la empresa.

## Juegos
La compañía ha desarrollado los juegos Hill Climb Racing y Hill Climb Racing 2. También ha publicado otros juegos, incluidos Benji Bananas, Fail Hard y Make More.
Hill Climb Racing fue el séptimo juego para dispositivos móviles más descargado en la década de 2010 a nivel mundial. Publicado en 2016, el juego Hill Climb Racing 2 alcanzó más de 40 millones de descargas en los primeros dos meses. El límite de mil millones de jugadores en los juegos Hill Climb Racing se superó en abril de 2018. La suma tuvo en cuenta el juego original, su secuela y una versión especial hecha para China. En el mercado chino, Fingersoft coopera con MyGamez, una empresa en cuyo desarrollo ha invertido.

## Agradecimientos
- En abril de 2014, la ciudad de Oulu otorgó a Fingersoft el premio a la iniciativa empresarial Start Up of the Year.[12]
- En 2014, Hill Climb Racing fue seleccionada como la mejor aplicación de Finlandia en la gala de premios AppCampus App Awards de la Universidad Aalto. Gracias a tener el mayor número de descargas y votos, también ganó el premio Audience's Favorite App 2014[26]
- En 2014, Fingersoft fue nominado en la lista de las empresas emergentes más prometedoras de Europa de la empresa de medios Red Herring. Red Herring ha sido una de las primeras en reconocer el potencial de empresas como Google, Skype y Facebook.[27]
- En enero de 2016, la versión china del juego Hill Climb Racing de Fingersoft ganó la categoría de mejor innovación en los premios de juegos destacados del año 2015 de China Mobile.[28]